# Paraliparis fuscolingua
Paraliparis fuscolingua är en fiskart som beskrevs av Stein och Tompkins, 1989. Paraliparis fuscolingua ingår i släktet Paraliparis och familjen Liparidae. Inga underarter finns listade i Catalogue of Life.